# George Sayer
Un député anglais (né vers 1655 et mort en 1718) porte également le nom de George Sayer.
George Sydney Benedict Sayer, professeur britannique dans le secondaire, né le 1er juin 1914 à Bradfield dans le comté anglais du Berkshire et mort le 20 octobre 2005 , est connu pour sa biographie de l'auteur irlandais C. S. Lewis.

## Biographie
George Sayer fait ses études au Trinity College de Glenalmond, dans le comté écossais de Perth and Kinross, puis au Magdalen College de l'université d'Oxford, où il a pour enseignant C. S. Lewis. Après avoir été capitaine dans le renseignement lors de la Seconde Guerre mondiale, il enseigne au Malvern College à partir de 1945, et passe à la tête de la section de langue anglaise en 1949. La première femme de Sayer, Moira Casey, décède en 1977 ; il se remarie en 1983 avec Margaret Cronin.
Lewis et Sayer sont des amis assez proches, comme en témoigne le fait que Lewis a demandé son avis à Sayer avant d'épouser Joy Davidman (écrivaine divorcée d'avec William Lindsay Gresham). À la mort de Lewis, Sayer est le fiduciaire de Lewis ; il en écrit une biographie, Jack: C.S. Lewis and His Times, éditée en 1988 (préfacée par Lyle W. Dorsett), qui fait référence. Sayer est également un ami proche de J. R. R. Tolkien, qui fait lecture en 1952 d'extraits de The Hobbit et de The Lord of the Rings à la maison de Sayer à Malvern ; les enregistrements ont été édités en vinyle.